# Striegistal
Striegistal là một đô thị trong huyện Mittelsachsen, bang tự do Sachsen, nước Đức. Đô thị Striegistal có diện tích 77,04 km², dân số thời điểm ngày 31 tháng 12 năm 2005 là 5483 người. Năm 1994, các cộng đồng Berbersdorf, Schmalbach, Goßberg, Mobendorf và Pappendorf được hợp nhất với Kaltofen im Rahmen trong cuộc cải cách vùng để tạo nên đô thị Striegistal. 